# Rekonstrukce státu
Rekonstrukce státu je česká nevládní organizace, která se věnuje prosazování zákonů proti korupci, lobbuje u politiků za systémové změny ve státní správě a hlídá principy dobrého vládnutí. Vznikla v březnu 2013 jako společný projekt protikorupčních organizací, firem a občanů. Jejich cílem bylo prosadit devět zákonů, které měly „zlepšit fungování státních institucí a politických stran“.
Ve volebním období 2013 až 2017 přispěla k přijetí 5 z 9 protikorupčních zákonů. Šlo o zveřejňování smluv státu, zrušení anonymních akcií, veřejná majetková přiznání politiků, zákon o financování politických stran a konec legislativních přílepků. Po volbách 2017 si Rekonstrukce státu jako nový cíl vytyčila hlídání „základních principů odpovědného demokratického vládnutí v ČR”. Hlavním zaměřením organizace však zůstal lobbing protikorupčních zákonů a opatření pro transparentnost veřejné sféry.
Mezi lety 2017 až 2021 dosáhla prosazení zákona o nominacích do státních firem, zákona o evidenci skutečných majitelů, zveřejňování soudních rozhodnutí a transparentní jmenování soudců, zveřejňování smluv státních akciových firem (ČEZ a další) a úprav zákona o svobodném přístupu k informacím, které směřují k vyšší vymahatelnosti zákona v praxi. V roce 2021 rozšířila Rekonstrukce státu svou agendu o digitalizaci a modernizaci státní správy,  svobodu projevu v online prostředí, projekt Nezávislá média a projekt Odolnější Česko.

## Činnost

### Volební období 2010 - 2013
Projekt byl připravován od roku 2012, kdy organizace Transparency International, Oživení a Ekologický právní servis (dnes Frank Bold) vybraly 9 oblastí, které podle nich potřebovaly systémové změny pro rozbití korupčního ekosystému v ČR. Jejich cílem bylo prosadit navrhovaná opatření v podobě devíti zákonů, o nichž chtěli jednat se zástupci vlády. Plán narušil pád Nečasovy vlády a snaha Rekonstrukce státu se tak protáhla i na období 2013-2017.[zdroj?]

### Volební období 2013 - 2017
Rekonstrukce státu před předčasnými volbami 2013 zapojila do prosazování 9 zákonů proti korupci stovky občanů, řadu podnikatelů a také přes 1500 kandidátů z různých stran a hnutí. Příznivci Rekonstrukce státu před volbami obcházeli tehdejší zákonodárce, politické strany a ohlášené kandidáty a žádali je, aby podepsali závazek, že po volbách budou hlasovat pro protikorupční zákony. Iniciativu podepsalo 165 politiků, kteří byli zvoleni poslanci a ještě jako kandidáti se zavázali, že navrhované reformy podpoří. Z politických stran se k iniciativě přihlásily: ČSSD, ANO 2011, TOP 09, KDU-ČSL, KSČM, Česká pirátská strana, Strana zelených a Politické hnutí Změna. Rekonstrukce státu současně spustila kampaň Bla bla nevolím, v níž poslala do 4 milionů českých domácností leták s požadavky projektu a jmény politiků a stran, kteří se podepsali pod navrhované zákony. Každý rok poté Rekonstrukce státu hodnotila, kteří poslanci, senátoři a které politické strany nejvíce podpořili devítku „rekonstrukčních“ zákonů a kteří je podpořili nejméně, případně se snažili jejich přijetí aktivně blokovat.[zdroj?]
- Průhledné financování politických stran a volebních kampaní

Financování politických stran by podle návrhu mělo podléhat kontrole veřejnosti díky povinnému použití transparentních účtů a také kontrole nezávislého kontrolního orgánu s pravomocí reagovat na podněty veřejnosti. V roce 2016 byl zákonem zřízen Úřad pro dohled nad hospodařením politických stran a politických hnutí, který svou činnost zahájil 1. ledna 2017.
- Elektronická majetková přiznání ke dni nástupu do funkce

Politici a veřejní funkcionáři by podle návrhu měli ke dni nástupu do funkce podat majetkové přiznání v elektronické podobě, které bude přístupné veřejnosti online. Poslanci skutečně odhlasovali změnu zákona o střetu zájmů, která veřejnosti poskytla náhled do majetkových přiznání politiků, nejvyšších státních úředníků i komunálních funkcionářů. 1. 9. 2017 vznikla databáze Ministerstva spravedlnosti, tzv. Centrální registr oznámení. Může tak dojít ke srovnání majetku nabytého před výkonem funkce a během něj.
- Smlouvy státu na internetu

Cílem návrhu zveřejňovat všechny smlouvy státu byla veřejná kontrola veřejných výdajů. Návrh byl přijat v roce 2015 jako zákon o registru smluv. Všechny státní a veřejnoprávní instituce, územně samosprávné celky a státní podniky mají od 1. 7. 2016 zveřejňovat nově uzavírané smlouvy s plněním nad 50 tis. Kč bez DPH v registru smluv. Pokud nedojde ke zveřejnění v registru nejpozději do 30 dní od uzavření smlouvy, stává se smlouva automaticky neplatnou. Zákon byl přijat v kompromisní podobě, která z jeho platnosti vylučuje mj. Poslaneckou sněmovnu, Senát, Kancelář prezidenta republiky a společnosti s většinovým podílem státu, krajů nebo obcí, jejichž akcie se obchodují na burze, tedy mimo jiné ČEZ.
- Zrušení anonymních akcií

Hlavním smyslem návrhu je zrušení institutu akcií na doručitele (majitele), které umožňují mj. skrýt konečného příjemce peněz z veřejných zakázek či dotací. Norma byla přijata a je účinná od 30. června 2013. Majitelé anonymních akcií podle něj musí své akcie zaknihovat u centrálního depozitáře, fyzicky je uschovat u banky nebo změnit je na akcie na jméno. V každém případě bude záznam o majiteli dohledatelný. Nedostatkem přijatého zákona je omezení jeho působnosti jen na české firmy. Zákon nijak neupravuje působnost zahraničních firem s neprůhlednou vlastnickou strukturou v České republice a neobsahuje ani zákaz jejich účasti ve veřejných výběrových řízeních.
- Odborné nominace do dozorčích rad státních firem

Cílem návrhu bylo, aby dozorčí rady státních institucí plnily svou odbornou funkci, a nesloužily jako politické „trafiky“. Dozorčí rady by podle něj měly být složeny z ⅓ ze zástupců politických stran, z ⅓ ze zástupců zaměstnanců a z ⅓ z nezávislých expertů, přičemž expertíza a délka praxe by byla definována s ohledem na činnost dané instituce.
- Odpolitizování státní správy

Rekonstrukce státu navrhla opatření, která by oddělila a vymezila politické a úřednické posty ve státní správě, zvýšila odpovědnost úředníků za jejich rozhodování (včetně postihů) a zprůhlednila platový systém. V září 2014 poslanecká sněmovna přijala tzv. služební zákon, který nicméně neplní kritéria stanovená Rekonstrukcí státu.
- Politická nezávislost státního zastupitelství

Navrhovaná opatření mají omezit politický vliv na osobu nejvyššího státního zástupce úpravou pravidel pro jeho jmenování, odvolání, délku funkčního období, popřípadě úpravou jeho pravomocí ve vztahu k případnému specializovanému útvaru pro vyšetřování korupce v rámci Nejvyššího státního zastupitelství.
- Průhledný legislativní proces

Cílem návrhu je omezit praxi přílepků v legislativním procesu cestou zveřejnění elektronické knihovny připravované legislativy, prodloužení lhůty mezi druhým a třetím čtením a zveřejňování zápisů z jednání výborů poslanecké sněmovny včetně jmen předkladatelů každého pozměňovacího návrhu. V říjnu 2014 byla schválena novela jednacího řádu poslanecké sněmovny, která splňuje druhá dvě kritéria.
- Rozšíření kontrolních pravomocí Nejvyššího kontrolního úřadu

Účelem návrhu je dostat pod nezávislý audit veškeré finance české veřejné správy. Důsledkem reformy veřejné správy z 90. let může NKÚ kontrolovat pouze státní hospodaření, ne hospodaření státních firem, samospráv a jejich firem. Rekonstrukce státu proto apelovala na rozšíření působnosti úřadu tímto směrem.

### Volební období 2017 - 2021
Pro volební období 2017 až 2021 si Rekonstrukce státu určila 3 základní cíle - přijetí dosud neprosazených protikorupčních zákonů, udržení dobré praxe již přijatých opatření, a také hlídání základních principů demokratického vládnutí v České republice.
- Zákon o evidenci skutečných majitelů

O veřejné peníze se v Česku doposud mohly ucházet firmy s nejasnou vlastnickou strukturou. Nebylo proto možné určit, kde končí část peněz z veřejných zakázek a dotací. Podle společnosti Datlab končí ročně u firem sídlících v daňových rájích až 18 miliard korun z veřejných zakázek či dotací. Parlament v roce 2021 schválil zákon o evidenci skutečných majitelů. Rekonstrukce státu prosadila do souvisejícího zákona o praní špinavých peněz stopku na dotace a zakázky, dokud firmy neodhalí své skutečné majitele. Ze zákona o evidenci skutečných majitelů také zmizela sporná výjimka pro firmy uložené ve svěřenských fondech.
- Registr smluv bez výjimky pro ČEZ

Výjimka pro firmy s většinovým podílem státu byla zrušena novelou zákona o registru smluv z června 2019. Od té doby musí některé smlouvy zveřejňovat například ČEZ, České dráhy, Čepro, ČD Cargo nebo Pražská plynárenská.
- Odborné nominace do dozorčích rad státních firem

Rekonstrukce státu pokračovala ve snaze o eliminaci tzv. politických trafik v řídících a dozorčích orgánech státních firem. To měl zajistit nový nominační zákon. Politici se návrhem začali zabývat v roce 2018, kdy postupně vznikl kompromis. Nominační zákon určuje přesný postup pro výběr kandidátů, jež ministři musí dodržet. Nedefinuje však finální zastoupení členů dozorčích rad podle odbornosti, profese či politické aktivity. Zákon byl přijat v prosinci 2019 a platí od února 2020.
- Svobodný přístup k informacím

Organizace se aktivně zapojila do úprav zákona o svobodném přístupu k informacím. Rekonstrukce státu upozornila veřejnost na kontroverzní novelizaci zákona, kterou vláda Andreje Babiše chtěla znemožnit žádosti o informace související mj. s vyšetřováním dotačních kauz, průběhu trestního řízení stíhaných politiků, sjednávání mezinárodních smluv nebo jakékoliv informace o práci úředníků, kteří někdy pracovali s utajovanými informacemi. Tyto změny nakonec nebyly i díky tlaku organizace přijaty. V zákoně 106 naopak přibyl tzv. informační příkaz, který má zamezit obstrukcím úřadů při vydávání informací, na něž občané mají ze zákona nárok.
- Nezávislá justice

Rekonstrukce státu i v tomto volebním období usilovala o změnu zákona o státním zastupitelství, která by umožnila větší nezávislost soustavy státních zástupců na moci výkonné, což mělo zajistit lepší vyšetřování korupčních kauz ve vysokých patrech české politiky. Organizace apelovala na urychlené přijetí novely zákona o státním zastupitelství poté, co na konci května 2019 Policie ČR navrhla obžalobu premiéra Andreje Babiše v kauze Čapí hnízdo a den poté odešel z postu ministra spravedlnosti Jan Kněžínek a byla jmenována Marie Benešová. Náhlá výměna ministra spravedlnosti znepokojila část veřejnosti a vyvolala obavy z toho, že by nová ministryně mohla vyměnit špičky státního zastupitelství a zamést premiérovu kauzu pod koberec.[zdroj?]
Rekonstrukce státu v reakci na toto dění vyzvala vládu k přijetí Sedmi pojistek nezávislé justice, mezi které patří právě novela zákona o státním zastupitelství. Organizace kritizovala, že vláda může kdykoliv odvolat nejvyššího státního zástupce, který není (na rozdíl od soudců) chráněn žádným časově vymezeným mandátem, popř. není odvolatelný pouze na základě vlastního pochybení prokázaného v kárném řízení. Rekonstrukce požadovala rychlou novelu zákona, která by nezávislost zástupců na vládě posilovala. I přes velký občanský tlak nedošlo k prosazení takové úpravy zákona.[zdroj?]
Organizaci se však podařilo prosadit některé z dalších pojistek, a to transparentní výběrová řízení na posty soudců a soudních funkcionářů a zákonnou povinnost publikace všech pravomocných rozhodnutí soudů (včetně soudů nižších instancí). Poslanci finálně podpořili návrh zákona o soudech a soudcích zavádějící tyto dvě pojistky v květnu 2021. Od června 2022 musí být všechna pravomocná rozhodnutí okresních, krajských a vrchních soudů dostupná na internetu, rozsah zveřejňovaných agend však určuje vyhláška ministerstva spravedlnosti. Systém zveřejňování zajišťuje plnou anonymizaci osobních údajů.

### Výhled na volební období 2021 - 2024
- Digitální transformace státu

Rekonstrukce státu se zapojila do projektu Společně a digitálně, který měl za cíl digitální transformaci státu jako „komplexní a zásadní proměnu státní správy a samospráv i myšlení o tom, jak by stát měl fungovat.“ Konkrétně požadovala zjednodušení vnitřních procesů státní správy, snížení byrokracie, odstranění závislosti eráru na zastaralých IT systémech (tzv. Vendor lock-in). Digitalizace současně měla přinést poskytnutí dat a analýz veřejnosti, a tím posílit občanskou kontrolu kroků státu.[zdroj?]
- Moderní státní správa

Služební zákon platný od roku 2015 sice podle Rekonstrukce státu zlepšil transparentnost a stabilitu státní správy, ale nijak nepomohl k politické neutralitě a zhoršil její efektivitu. Organizace proto požadovala rozsáhlejší novelizaci zákona, která by měla vést k vyšší flexibilitě fungování a důsledné depolitizaci státní správy.
- Veřejné zakázky bez korupce

Rekonstrukce státu chtěla prosadit reformu dohledu nad zadáváním veřejných zakázek, která by přinesla kolektivní rozhodování při přezkumu veřejných zakázek v jedné instanci. Důvodem byla velká koncentrace pravomocí předsedy Úřadu pro ochranu hospodářské soutěže. Dále se věnovala tvorbě základních standardů transparentnosti pro veřejné zakázky malého rozsahu a chtěla otevřít debatu o případném snížení současných limitů definujících zakázku malého rozsahu.[zdroj?]
- Férová a otevřená politika

Organizace prosazovala vznik zákona o lobbování, který by upravoval styky lobbistů a politiků a přiměl obě strany vykazovat své schůzky a probíraná témata. Současně chtěla prosadit zveřejňování maxima informací o procesu tvorby zákonů a práci politiků. Snažila se také o reformu dohledového úřadu (Úřad pro dohled nad hospodařením politických stran a politických hnutí) pro jeho větší efektivitu.
- Nezávislá média

Ochraně médií se Rekonstrukce státu věnovala už v projektu Mantinely demokracie. Pak prosazovala novelizaci systému volby členů tzv. malých mediálních rad, tedy Rady České televize a Rady Českého rozhlasu. Současně požadovala, aby sblížila regulace pro online média a televizní a rozhlasové vysílání.
- Ochrana a posilování demokracie

Rekonstrukce státu v roce 2020 iniciovala vznik Sítě k ochraně demokracie. Ta měla podle svého motta „bránit ústavnost a lidská práva před hrozbami všeho druhu. Přední experty a expertky propojujeme s občany, kterým záleží na demokracii — napříč republikou i názorovým spektrem.“ Síť monitoruje stav demokracie v Česku a každého půl roku o něm vydává zprávu. V případě ohrožení demokracie může Síť informovat přes 3 miliony kontaktů svých členů.
- Omezení prostoru pro korupci

Rekonstrukce státu chtěla dosáhnout přijetí zákona o ochraně oznamovatelů korupce, pojistit nezávislost státních zástupců na politice nebo zvýšit vymahatelnost zákona o střetu zájmů. Prosazovala také jednotnou databázi národních a evropských dotací. Pokračovala také ve změnách zákona o svobodném přístupu k informacím, kde požadovala mj. přesnou definici povinných subjektů zákona.
- Svoboda projevu v online prostředí

Cílem organizace bylo prosadit legislativu chránící svobodu slova před zásahy státu i technologických korporací. Chtěla vymezit okolnosti, za kterých mohou orgány veřejné správy uložit vlastníkovi digitální platformy odstranění, úpravu či doplnění obsahu. Dalším cílem bylo zavedení pravidel provozování digitálních platforem pro omezování projevu, který bylo v rozporu s českým právním řádem. Chtěla také zajistit soudní přezkum svobody projevu v online prostředí.
- Odolnější Česko

V reakci na válku na Ukrajině Rekonstrukce státu iniciovala projekt Odolnější Česko - sadu opatření k boji proti vlivu nedemokratických režimů. V prvé řadě šlo o zabránění praní špinavých peněz z těchto režimů, tedy právní nástroje k identifikaci majetku a podnikatelských aktivit cizích agentů. Cílem dále bylo, aby Česko přijalo svou verzi tzv. Magnitského zákona, důslednou novelizaci zákona o evidenci skutečných majitelů a odstřižení firem z daňových rájů od veřejných peněz.

## Členové a organizační struktura
Rekonstrukce státu je platforma sdružující jednotlivé protikorupční organizace a jednotlivce. Garanty projektu se v roce 2013 staly organizace Frank Bold (iniciátor projektu),Transparency International a Oživení. Organizace Transparency International v březnu 2015 odešla, aby se mohla víc soustředit na svá témata. Její roli převzaly tři organizace - Otevřená společnost, spolek Naši politici a EconLab.
Ve volebním období 2017 až 2021 se vedení organizace proměnilo. Spolek Naši politici ukončil činnost. Kromě Frank Bold, Oživení, Econlab a Otevřené společnosti se součástí hlavní pětice organizací stal v roce 2018 Hlídač státu. Členy byli k roku 2022 Nadační fond proti korupci, Platy úředníků, Zelený kruh, Good Governance, Glopolis, Lexperanto a Nadace OSF.[zdroj?]

## Financování
Rekonstrukce státu je financována z darů soukromých dárců a z grantů. Má zřízený transparentní účet u Fio banky. Aby mohla být plně nezávislou, není „financována žádnou politickou stranou ani politikem“ a „neuchází se o granty vypsané českým státem, aby nebyla zavázána ani jednotlivým zprostředkovatelům grantů a dotací“.

## Kritika
Projekt kritizoval například novinář Petr Honzejk za to, že aktivisté vytvořili politický program, který mají uskutečňovat politické strany, místo toho, aby aktivisté sami kandidovali ve volbách. Zároveň podle něj je strany využily jako „užitečné idioty“, neboť zákony, pod jejichž prosazování se politici před volbami podepsali vypadají jinak, než aktivisté chtěli. A politické strany tak iniciativu Rekonstrukce státu využily jako předvolební tah. Podle Karla Zváry, tehdejšího místopředsedy Strany svobodných občanů, navrhovaná opatření řeší pouze projevy, nikoliv příčinu korupce.
Spolek Rekonstrukce státu je také terčem kritiky, že v některých případech je jejich konání, záměry nebo financování netransparentní a ve skutečnosti je pouze lobbistickou skupinou prosazující zájmy svých donorů (zmiňován je v této věci Radim Jančura nebo Karel Janeček), nebo že jsou využívání jako „užiteční blbci“ pro zdání transparentnosti některého subjektu. To byl i údajný důvod, proč se od nich v roce 2015 distancovala Transparency International.

### Trestní oznámení
Kancelář prezidenta republiky v roce 2019 podala na Rekonstrukci státu trestní oznámení pro spáchání křivého obvinění. Bylo to v reakci na trestní oznámení, které podala Rekonstrukce státu na kancléře Vratislava Mynáře po jeho schůzkách s ústavním soudcem Vojtěchem Šimíčkem a předsedou Nejvyššího soudu Josefem Baxou. Rekonstrukce státu tehdy měla důvodné podezření, že během schůzek došlo k trestnému činu zasahování do nezávislosti soudu. Obě oznámení byla policií odložena.